# Por los pelos
Por los pelos (también conocida como Por los pelos. Una historia de autoestima) es una película española cómica de 2021 dirigida por Nacho G. Velilla y protagonizada por Carlos Librado, Antonio Pagudo, Tomy Aguilera, Amaia Salamanca, Eva Ugarte y Alba Planas.

## Sinopsis
Quedarse calvo sigue siendo un trauma para muchos hombres. A nadie le gusta perder el cabello, especialmente en un mundo en el que la superficialidad, la imagen y el marketing son tendencia. Juanjo, Sebas y Rayco son tres ejemplos, entre millones, de cómo la alopecia, además de la caída del cabello, también lleva consigo la caída de la autoestima, de la seguridad e incluso, de la masculinidad. Rayco es cantante de reguetón y tiene más entradas que el Corte Inglés. En el paraíso del postureo, su problema capilar puede traducirse en menos seguidores y en menos conciertos. Juanjo es un pusilánime cuarentón que lucía con dignidad el descampado de su cabeza hasta que se casó con Inma, una mujer aficionada a los retoques estéticos, instalada en una permanente crisis de edad y que piensa que estar casada con un calvo la envejece más que unas patas de gallo. Sebas, al contrario que su amigo Juanjo, lleva encerrado en el armario de los calvos desde que descubrió el peluquín de pelo natural. Una prótesis capilar que tiene que competir con el «pelazo» de la nueva pareja de su exmujer, un adonis al que sus hijas están empezando a llamar papá. Si bien la alopecia no diferencia ni entiende de estratos sociales, su solución, sí. Y es que, lo que hasta ahora era prohibitivo para muchos, Turquía lo ha hecho accesible para todos con su turismo capilar low cost, convirtiéndose así en el nuevo maná de los calvos. Juanjo, Sebas y Rayco se embarcarán en una aventura en la que descubrirán que su problema no está tanto encima de su cabeza, sino dentro.

## Reparto
| Intérprete             | Personaje                      |
| ---------------------- | ------------------------------ |
| Antonio Pagudo         | Juanjo                         |
| Carlos Librado "Nene"  | Sebas                          |
| Tomás Aguilera         | Rayco Guerrero                 |
| Eva Ugarte             | Inma                           |
| Jesús Vidal            | Tommy                          |
| Laura Quirós           | Daniela                        |
| Leo Harlem             | Mateo                          |
| María Hervás           | Umay                           |
| Alba Planas            | Aitana                         |
| Amaia Salamanca        | Sofía                          |
| Yiyo Alonso            | Médico Urgencias               |
| Mario Ermito           | Lucca                          |
| Hülya Diken            | Enfermera Clínica Capilar      |
| Ana Noguera            | Enfermera Urgencias            |
| Israel Frías           | Manu                           |
| José Bustos            | Compañero Fiesta Colegio       |
| Javier Mendo           | Alumno Chistoso                |
| Jesús Hierónides       | Camarero Restaurante           |
| Alicia Rodríguez       | Rosa                           |
| Xabier Murua           | Carlos                         |
| María Cascón           | Chica Concierto                |
| Ane Rot                | Chica Aseo                     |
| Alfonso Gómez          | Entrenador Personal            |
| Sarah Loggia           | Dominatrix                     |
| Ángela Arellano        | Chica Fan                      |
| Julia de Castro        | Enfermera Clínica Inseminación |
| Christian Sampedro     | Obrero Sorprendido             |
| Jorge Galerón          | Policía Municipal              |
| Pablo Posada Ávalos    | Lucas                          |
| David Rico             | Doble de Tommy                 |
| Fatih Tanci            | Camarero Rooftop               |
| Özgür Elmas            | Doctor Aygin                   |
| Miguel Barderas        | Conductor                      |
| Iván Armesto           | Cura                           |
| Rocio Garcia           | Niña Comunión                  |
| Paula Apolonio         | Niña Colegio                   |
| Lidia Pavón Mayorga    | Bailarina                      |
| Cynthia Escudero       | Bailarina                      |
| Onintze Arrese         | Bailarina                      |
| Elmer González         | Bailarín                       |
| Hendy Gómez            | Bailarín                       |
| Sonia Orta Rosa        | Bailarina                      |
| Nacho Moya             | Teclista Fiesta                |
| Elena Pontaque         | Cantante Fiesta                |
| Eduardo Palacio Bergés | Guitarrista Fiesta             |
| Jesús Prades Cavero    | Batería Fiesta                 |

## Rodaje
El rodaje de la película se llevó a cabo en otoño de 2020 en diferentes localizaciones de Estambul y Madrid.

## Lanzamiento
Inicialmente, la película estaba prevista para estrenarse en cines el 29 de octubre de 2021 pero debido al COVID-19 fue primero aplazada para el 4 de febrero de 2022 para posteriormente ser aplazada de nuevo y finalmente ser estrenada el 12 de agosto de 2022.